# دانیل لئونارد دوورسکی
دانیل لئونارد دوورسکی (انگلیسی: Dan Dworsky؛ زادهٔ ۴ اکتبر ۱۹۲۷ – درگذشتهٔ ۱۹ ژانویهٔ ۲۰۲۲) معمار، بازیکن فوتبال آمریکایی و کشتی‌گیر اهل ایالات متحده آمریکا بود.